# Yoshida Bluff
Das Yoshida Bluff ist ein 2000 m hohes und am Gipfel abgeflachtes Felsenkliff in der antarktischen Ross Dependency. In den Cook Mountains ragt es an der Nordflanke des Kopfendes des Carlyon-Gletschers auf halbem Weg zwischen dem Mill Mountain und dem Kanak Peak auf. Abgesehen von eisfreien Bereichen an der West- und Südseite ist es von Eis bedeckt.
Das Advisory Committee on Antarctic Names benannte es 2003 nach dem japanischen Geochemiker Yoshio Yoshida, der zwischen 1963 und 1974 bei vier antarktischen Sommerkampagnen in den Antarktischen Trockentälern tätig war.